# Condado de Santa Olalla
El condado de Santa Olalla es un título nobiliario español que fue concedido a Juan José García Carrasco el 29 de marzo de 1844  por la reina Isabel II de España. Dicha concesión le fue otorgada por Real Despacho de 18 de julio del mismo año.
Juan José García Carrasco fue banquero, ministro de Hacienda (12 de diciembre de 1843 a 5 de mayo de 1844) y diputado a Cortes por Cáceres.
En el escudo de armas del condado de Santa Olalla se ubican una garza con sus alas extendidas y rascándose el pecho con el pico, una carrasca, un jabalí y un lema que dice: "de García Arriba nadie diga".
El II conde de Santa Olalla fue Hipólito García Carrasco y Guevara, nacido en Cáceres, el 26 de agosto de 1819.
Francisco de Asís Muñoz y García-Carrasco, III conde de Santa Olalla, falleció en Cáceres el 20 de octubre de 1924.
Lo sucedió su hija Ana María Muñoz y Rato, quien fue la V condesa de Santa Olalla, casada con Julio Álvarez de Builla y Fernández de Lloreda, caballero de San Juan de Jerusalén, padres de Julio Álvarez de Builla Muñoz y de Eulalia Álvarez de Builla Muñoz, casada con Ramón Álvarez de Toledo y Mencos Samaniego.
La V condesa fue sucedida en el título por su hijo, Julio Álvarez de Builla Muñoz, el penúltimo conde, quien -soltero- fue sucedido por su sobrino, don Ramón Álvarez de Toledo y Álvarez de Builla.
Desde el 26 de marzo de 1998 el condado de Santa Olalla lo ostenta don Ramón Álvarez de Toledo y Álvarez Builla, Presidente de la Diputación de la Asamblea de la Orden de Malta en España, primero asistente de S. M. el Rey, y después coronel-jefe de la Guardia Real y miembro de la casa de Toledo, nombre común y más difundido de la casa de Álvarez de Toledo.